# Хинцвайлер
Хинцвайлер (нем. Hinzweiler) — община в Германии, в земле Рейнланд-Пфальц. 
Входит в состав района Кузель. Подчиняется управлению Вольфштайн.  Население составляет 385 человек (на 31 декабря 2010 года). Занимает площадь 5,32 км².